# سان آمابل (كيبك)
سان آمابل، كيبك (بالإنجليزية: Saint-Amable)‏ هي مدينة كندية تقع في مقاطعة كيبك. تبلغ مساحة هذه المدينة 36.6816 (كم²)، ويبلغ عدد سكانها 8398 نسمة حسب إحصاء سنة 2006 م، بينما كان يسكنها 7278 نسمة في سنة 2001 م. تحتل هذه المدينة المرتبة رقم 446 بين مدن كندا حسب عدد السكان والمرتبة رقم 107 في المقاطعة. النمو سكاني في هذه المدينة يقدر بـ(15.4).

## وصلات خارجية
- الأطلس الحكومي لكندا
- إحصاءات كندا مع ساعة تعداد السكان